# Барон Латимер

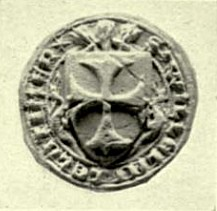
Печать Уильяма Латимера, первого барона Латимера (ум. 1305), прикрепленная к письму баронов папе римскому в 1301 году

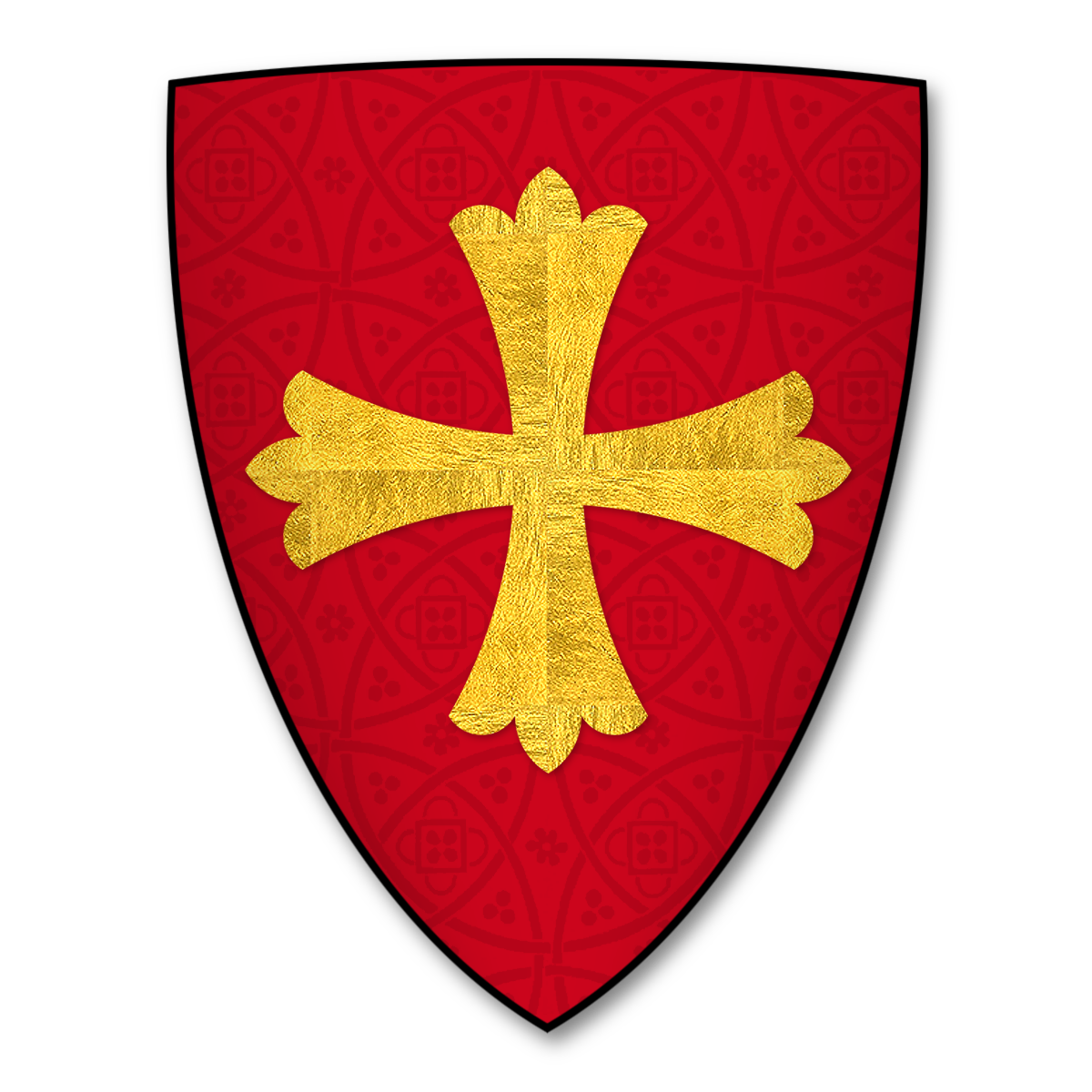
Герб Уильяма Латимера, 1-го барона Латимера (ум. 1305)

Барон Латимер — старинный аристократический титул, созданный четыре раза в системе пэрства Англии.

## Бароны Латимер из Корби (1299)

### Латимеры

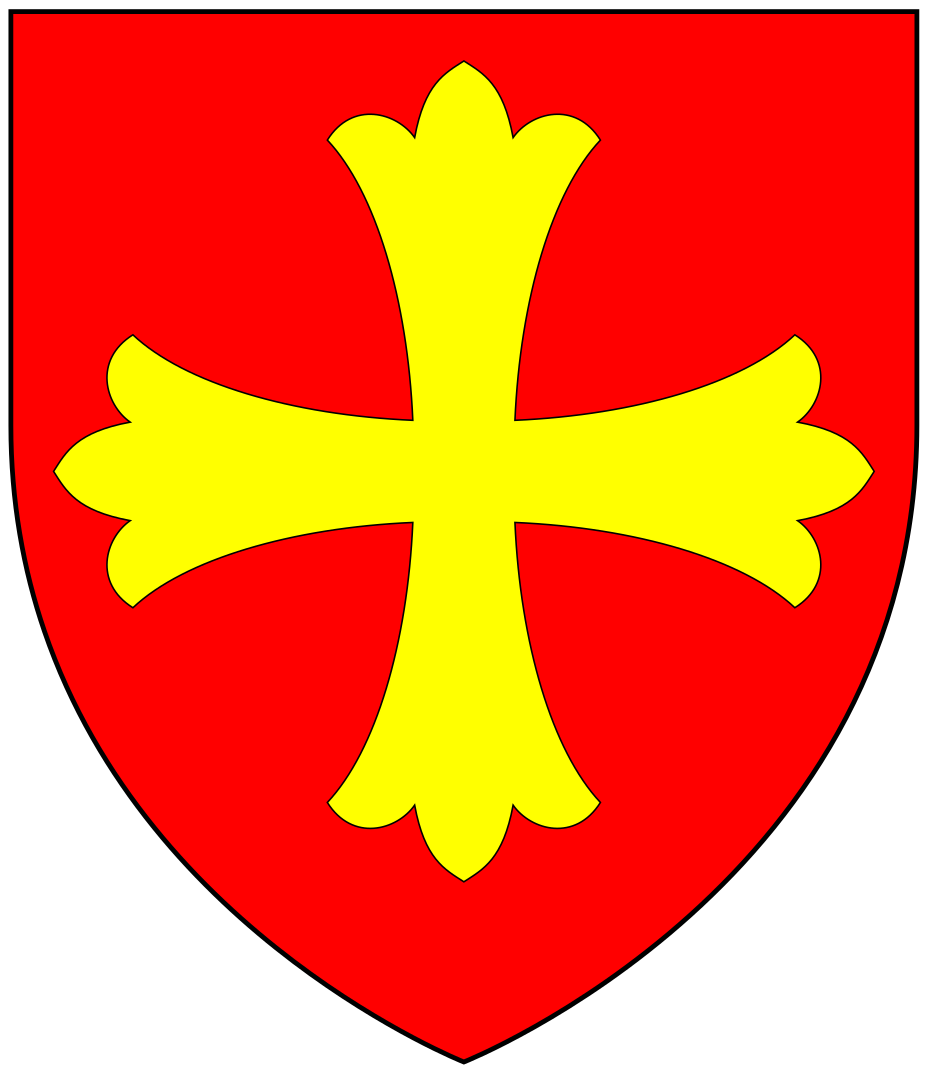
Герб баронов Латимер

- 1299—1305: Уильям Латимер, 1-й барон Латимер (ум. 5 декабря 1305), сын Уильяма ла Латимера[1]
- 1305—1327: Уильям Латимер, 2-й барон Латимер (ок. 1276 — 27 февраля 1327), сын предыдущего[2]
- 1327—1335: Уильям Латимер, 3-й барон Латимер (ок. 1300—1335), сын предыдущего[3]
- 1335—1381: Уильям Латимер, 4-й барон Латимер из Корби (24 марта 1329 — 28 мая 1381), сын предыдущего[4]
- 1381—1395: Элизабет Латимер, 5-я баронесса Латимер (ок. 1356 — 5 ноября 1395), единственная дочь предыдущего[5]. В течение пяти месяцев после смерти отца она вышла замуж за Джона Невилла, 3-го барона Невилла из Рэби (1330—1388), которого она пережила и вновь вышла замуж за Роберта Уиллоуби, 4-го барона Уиллоуби де Эрзби (1349—1396).

### Невиллы

Герб Невиллей

- Джон Невилл, 6-й барон Латимер (ок. 1383—1430), сын Элизабет Латимер и Джона Невилла, 3-го барона Невилла из Рэби; был женат на Матильде де Клиффорд (ум. 1446), дочери Томаса де Клиффорда, 6-го лорда Клиффорда, с которой развелся. Не имея детей, он завещал свои владения своему единокровному брату, Ральфу де Невиллу, 1-му графу Уэстморленду, хотя последний не происходил из рода Латимеров. Граф Уэстморленд скончался в 1425 году, а земли были переданы Джорджу Невиллу, одному из его младших сыновей, который был вызван в парламент как барон Латимер (вторая креация).

### Уиллоуби

Герб рода Уиллоуби

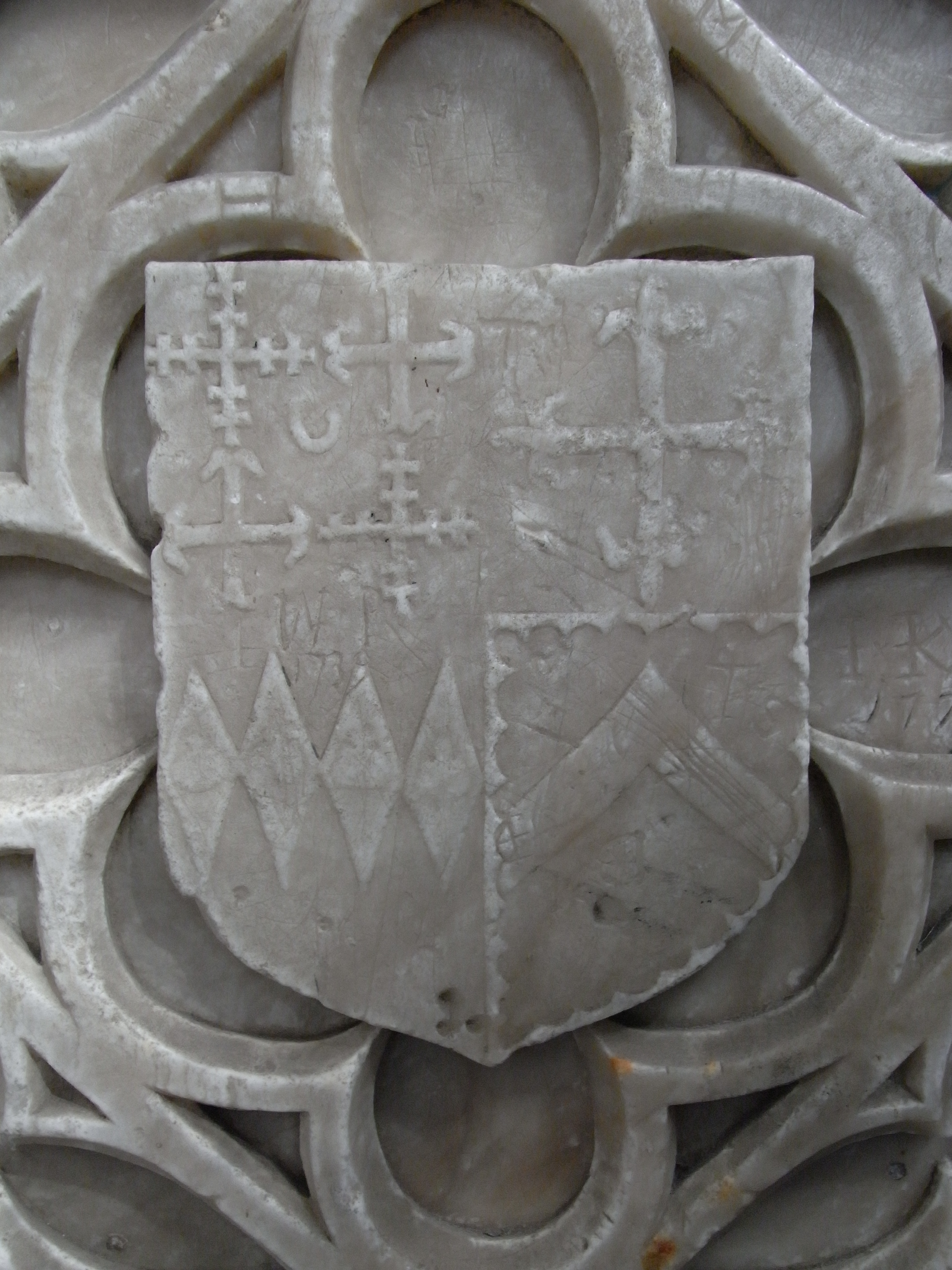
Герб Роберта Уиллоуби, 1-го барона Уиллоуби де Брока (ок. 1452—1502) на его могиле в церкви Каллингтона в Корнуолле

- Джон Уиллоуби (ок. 1400 — 24 февраля 1437), сын сэра Томаса Уиллоуби (ум. 1417) и Элизабет де Невилл[6]
- Джон Уиллоуби (ок. 1421—1480), сын предыдущего[7]
- Роберт Уиллоуби (ок. 1452 — 23 августа 1502), сын предыдущего. Лорд-стюард Англии в 1488—1502 годах[8].

Роберт Уиллоуби, который был одним из военачальников короля Генриха VII Тюдора, был вызван в парламент как барон Уиллоуби де Брок в 1491 году. Ричард Невилл, 2-й барон Латимер (1468—1530), внук Джорджа Невилла, 1-го барона Латимера, заседал в том же парламенте после достижения совершеннолетия. Существовали земельные споры между двумя семьями, и новый барон Уиллоуби де Брок утверждал, что он должен был быть вызван как барон Латимер. Ричард Невилл ответил через своего адвоката, что баронский титул должен передаваться по мужской линии. Когда Джон Невилл скончался, его титул прервался.
Роберт Уиллоуби, 1-й барон Уиллоуби де Брок, был наследником старшей баронской линии, созданной в 1299 году, а Джордж Невилл в 1432 году получил титул барона Латимера второй креации. Спор из владений был решен брак между молодыми членами семей, Роберт Уиллоуби решил не требовать баронство Латимер. Он уже и так имел место в Палате лордов.
- Роберт Уиллоуби, 1-й барон Уиллоуби де Брок (ок. 1452—1502), де-юре 9-й барон Латимер[8]
- Роберт Уиллоуби, 2-й барон Уиллоуби де Брок (1472 — 10 ноября 1521), старший сын предыдущего[9]

Его сын, Эдвард Уиллоуби (ок. 1495—1517) женился на Маргарет Невилл, старшей дочери Ричарда Невилла, 2-го барона Латимера, но умер при жизни отца. Он оставил трех дочерей, две из которых, Энн и Бланш, умерли бездетными. Старшая дочь Элизабет Уиллоуби (ок. 1512—1562) вышла замуж за сэра Фулька Гревилла. Ни она, ни её старший сын, другой Фульк Гревилл (1536—1606), ни её внук, Фульк Гревилл, 1-й барон Брук (1554—1628), не приняли титул барона Латимера. Его внучатый племянник и наследник, генерал сэр Ричард Верни (1622—1711), в 1694 году заявил о своих претензиях на титул барона Уиллоуби де Брок как наследник Роберта Уиллоуби, второго барона Уиллоуби де Брока, но его претензии были отклонены. Но в 1696 году он вторично подал заявление и был признан как 11-й барон Уиллоуби де Брок.
- Элизабет Уиллоуби, 3-я баронесса Уиллоуби де Брок (ок. 1512—1562), дочь Эдварда Уиллоуби (ок. 1495—1517) и внучка Роберта Уиллоуби, 2-го барона Уиллоуби де Брока[10].

### Гревиллы
- Сэр Фульк Гревилл (ок. 1536—1606), старший сын предыдущей и сэра Фулька Гревилла (ум. 1559)[11]
- Сэр Фульк Гревилл, 1-й барон Брук (1554 — 30 сентября 1628), старший сын предыдущего. В 1621 году ему был пожалован титул барона Брука[12]
- Маргарет Верни, урожденная Гревилл (ок. 1561 — 26 марта 1631), младшая сестра предыдущего[13].

### Верни
- Сэр Гревилл Верни, 7-й барон Уиллоуби де Брок (ок. 1586 — 12 мая 1642), сын предыдущей[14]
- Гревилл Верни, 8-й барон Уиллоуби де Брок (ок. 1620 — 9 декабря 1648), сын предыдущего[15]
- Сэр Гревилл Верни, 9-й барон Уиллоуби де Брок (1649 — 23 июля 1668), посмертный сын предыдущего[16]
- Уильям Верни, 10-й барон Уиллоуби де Брок (12 июня 1668 — 23 августа 1683), сын предыдущего[17]
- Ричард Верни, 11-й барон Уиллоуби де Брок (28 января 1621 — 18 июля 1711), младший сын 7-го барона, двоюродный дядя предыдущего[18]
- Джордж Верни, 12-й барон Уиллоуби де Брок (1659 — 26 декабря 1728), сын предыдущего[19]
- Ричард Верни, 13-й барон Уиллоуби де Брок (1693—1752), сын предыдущего[20]
- Джон Верни, 14-й барон Уиллоуби де Брок (1738 — 15 февраля 1816), сын Джона Верни, племянник предыдущего[21]. Позже он взял фамилию Пейто-Верни по желанию своей кузины Маргарет Пейто; женился на сестре Фредерик Норта, премьер-министра Великобритании (1770—1782).
- Джон Пейто-Верни, 15-й барон Уиллоуби де Брок (1762—1820), старший сын предыдущего[22]
- Генри Пейто-Верни, 16-й барон Уиллоуби де Брок (5 апреля 1773 — 16 декабря 1852), младший брат предыдущего[23]
- Роберт Джон Верни, 17-й барон Уиллоуби де Брок (7 октября 1809 — 5 июня 1862), единственный сын преподобного Роберта Барнарда и Луизы Верни (ум. 1835), племянник предыдущего[24]. Родился как Роберт Джон Барнард, но принял имя Верни вскоре после наследования баронства.
- Генри Верни, 18-й барон Уиллоуби де Брок (14 мая 1844 — 19 декабря 1902), сын предыдущего[25]
- Ричард Гревилл Верни, 19-й барон Уиллоуби де Брок (29 марта 1869 — 16 декабря 1923), старший сын предыдущего[26]
- Джон Генри Пейто-Верни, 20-й барон Уиллоуби де Брок (21 мая 1896 — 25 мая 1986), сын предыдущего[27]
- Леопольд Дэвид Верни, 21-й барон Уиллоуби де Брок (род. 14 сентября 1938), единственный сын предыдущего[28]

Все лорды Уиллоуби де Брок также имели являлись наследниками баронства Латимер, но ни один из них не претендовал на этот титул. 21-й барон Уиллоуби де Брок, Леопольд Дэвид Верни, мог бы быть 29-м бароном Латимером, если он решил претендовать на него. Его наследником является его старший сын, достопочтенный Руперт Гревилл Верни (род. 4 марта 1966).

## Бароны Латимер из Снейпа (1432)
Как было сказано выше, Джордж Невилл, младший сын первого графа Уэстморленда, передал владения своему дяде, Джону Невиллу, 6-му барону Латимеру, хотя он не был потомком первых баронов Латимер. Он был вызван в парламент как барон Латимер в 1432 году.
- 1432—1469: Джордж Невилл, 1-й барон Латимер (ок. 1407 — 30 декабря 1469), пятый сын Ральфа де Невилла, 1-го графа Уэстморленда[30]
- 1469—1530: Ричард Невилл, 2-й барон Латимер (1468 — 28 декабря 1530), старший сын сэра Генри Невилла (ум. 1469), внук предыдущего[31]
- 1530—1543: Джон Невилл, 3-й барон Латимер (17 ноября 1493 — 2 марта 1543), старший сын предыдущего[32]. Был трижды женат. Его первой женой была Дороти де Вер, сестра Джона де Вер, 14-го графа Оксфорда. Вторично женился на Элизабет Масгрейв. Его третьей женой была Кэтрин Парр, позже королева Англии.
- 1543—1577: Джон Невилл, 4-й барон Латимер (1520 — 22 апреля 1577), единственный сын предыдущего[33]

Невиллы, бароны Латимер, владели замком Снейп в Уэнслидэйле.
Джон Невилл, 4-й барон Латимер, имел четырёх дочерей:
- Кэтрин Невилл, графиня Нортумберленд (ум. 28 октября 1596), 1-й муж — Генри Перси, 2-й граф Нортумберленд (ок. 1532—1585), 2-й муж — Фрэнсис Фиттон (ум. 1608)
- Дороти Невилл, графиня Эксетер (ум. 23 марта 1608), жена Томаса Сесила, 1-го герцога Эксетера (1542—1622)
- Люси Невилл (ум. 30 апреля 1608), жена сэра Уильяма Корнуоллиса
- Элизабет Невилл (ум. 21 июня 1630), 1-й муж — сэр Джон Дэнверс (ум. 1594), 2-й муж — сэр Эдмунд Кэри (1558—1637)

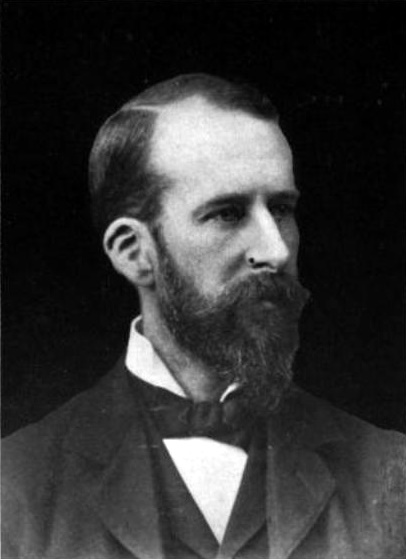
Фрэнсис Мани-Каутсс, 5-й барон Латимер

В 1911 году английский адвокат и поэт Фрэнсис Бердетт Томас Мани-Каутсс, член известной либеральной банкирской семьи и потомок Люси Корнуоллис, заявил о своих претензиях на баронский титул. В феврале 1913 года он был вызван в парламент в качестве барона Латимера.
- 1913—1923: Фрэнсис Мани-Каутсс, 5-й барон Латимер (18 сентября 1852 — 8 июня 1923), единственный сын преподобного Джеймса Драммонда Мани (ум. 1875) от второго брака с Кларой Марией Бердетт (1806—1899)[34]
- 1923—1949: Хью Бердетт Мани-Каутсс, 6-й барон Латимер (13 августа 1876 — 23 ноября 1949), единственный сын предыдущего[35]
- 1949—1987: Томас Бердетт Мани-Каутсс, 7-й барон Латимер (6 августа 1901 — 24 мая 1987), старший сын предыдущего[36]
- 1987—2003: Хьюго Невилл Мани-Каутсс, 8-й барон Латимер (1 марта 1926 — 10 ноября 2003), единственный сын предыдущего[37]
- 2003 — настоящее время: Криспин Джеймс Алан Невилл Мани-Каутсс, 9-й барон Латимер (род. 8 марта 1955), старший сын предыдущего от первого брака[38]
  - Наследник титула: достопочтенный Драммонд Уильям Томас Мани-Каутсс (род. 11 мая 1986), единственный сын предыдущего[39].

## Бароны Латимер из Брейбрука (1299)
Сэр Уильям Латимер, первый барон Латимер (ум. 1305) был вызван в парламент на рождество 1299 года. Его сопровождал его племянник сэр Томас ле Латимер (ум. 1334), который был также вызван парламент как лорд Латимер. Сэр Уильям Латимер и его покойный брат сэр Джон Латимер были женаты на сестрах, наследницах Уолтера Ледета из Брейбрука и Корби. Каждый из двух братьев унаследовал один из замков, но сэр Джон умер в конце 1282 года.
- 1299—1334: Томас ле Латимер, 1-й барон Латимер (ок. 1270—1334), сын сэра Джона ле Латимера[40]
- 1334—1349: Уорин ле Латимер, де-юре 2-й барон Латимер (ок. 1300 — 13 августа 1349), сын предыдущего. Женат на Кэтрин де ла Вар, дочери Джона ла Варр, 2-го барона де ла Варр[41]
- 1349—1356: Джон Ле Латимер, де-юре 3-й барон Латимер (ок. 1323 — декабрь 1356), старший сын предыдущего[42]
- 1356—1361: Уорин ле Латимер, де-юре 4-й барон Латимер (ок. 1341 — январь 1361), младший брат предыдущего[43]
- 1361—1401: Томас Ле Латимер, де-юре 5-й барон Латимер (1341 — 14 сентября 1401), младший брат предыдущего[44]
- 1401—1411: Эдвард ле Латимер, де-юре 6-й барон Латимер (ок. 1345 — 31 января 1411), младший брат предыдущего[45]
- 1411—1445: Джон Гриффин, де-юре 7-й барон Латимер (ок. 1380 — 1 февраля 1445), сын Ричарда Гриффина, внучатый племянник предыдущего. Внук Элизабет Гриффин, урожденной Латимер, сестры предыдущих баронов[46].
- 1445—1482: Николас Гриффин, де-юре 8-й барон Латимер (5 июня 1426 — 6 июня 1482), сын Николаса Гриффина (ум. 1437), племянник предыдущего[47]
- 1482—1485: Джон Гриффин, де-юре 9-й барон Латимер (1454 — 26 сентября 1485), сын предыдущего[48]
- 1485—1509: Николас Гриффин, де-юре 10-й барон Латимер (1474 — 15 мая 1509), сын предыдущего[49]
- 1509—1566: Томас Гриффин, де-юре 11-й барон Латимер (1485 — 27 августа 1566), сын предыдущего[50]. Его сын, Райс Гриффин, был убит 1549 году, во время восстания Роберта Кета, оставив дочь:
- 1566 — ?: Мэри Гриффин, де-юре 12-я баронесса Латимер (ок. 1546 — ок. 1633), внучка предыдущего, вышла замуж Томаса Маркхэма (1530—1607)[51]. Её сын Гриффин Маркхэм (род. ок. 1570 — после 1644), в 1603 году был лишен титулов и владений за участие в заговоре против нового английского короля Якова I Стюарта. Он был лишен прав и приговорен к смерти, но затем помилован и отправлен в ссылку.

## Виконт Латимер
Английский государственный деятель периода Реставрации Томас Осборн (1632—1712), прошел путь от баронета до герцога Лидса. Он заседал в Палате общин от Йорка (1665—1673), занимал должности казначея военно-морского флота (1668—1673), лорда-казначея (1673—1679) и лорда-председателя Совета (1689—1699). Служил высшим шерифом Йоркшира (1661), губернатором Кингстон-апон-Холла (1689—1699), лордом-лейтенантом Западного Йоркшира (1674—1679, 1689—1699), Сомерсета (1690—1691), Восточного Йоркшира (1691—1699) и Северного Йоркшира (1692—1699). Ему были пожалованы титулы барона Осборна (1673—1690), виконта Осборна (1673), виконта Латимера (1673—1712), графа Данби (1674—1712), маркиза Кармартена (1689—1712) и герцога Лидса (1694—1712).
В 1964 году после смерти последнего (12-го) герцога Лидса все титулы прервались. Титул виконта Латимера использовался в качестве титула учтивости старшим сыном Томаса Осборна, Эдвардом Осборном (1655—1689), с 1674 по 1689 год.
Томас Осборн, 1-й герцог Лидс, по материнской линии был правнуком Элизабет Дэнверс, четвёртой дочери Джона Невилла, 4-го барона Латимера креации 1432 года. У его бабушки Элеоноры Дэнверс было три брата: сэр Чарльз Дэнверс (ок. 1568—1601), Генри Дэнверс, 1-й граф Данби (1573—1643), и сэр Джон Дэнверс (ок. 1588—1655).